# Ernest Lawson

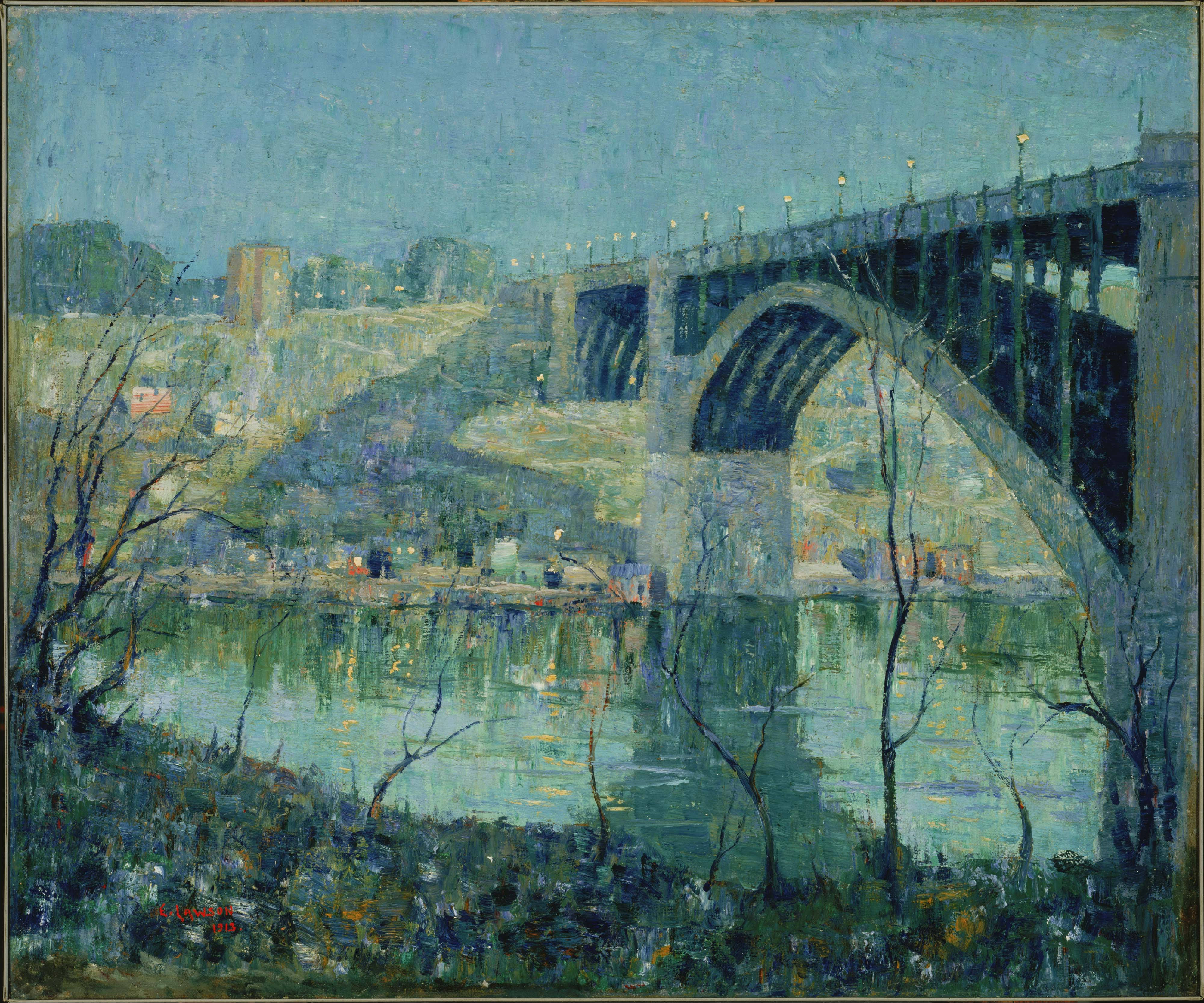
Spring Night, Harlem River, 1913. The Phillips Collection, Washington, D.C.

Ernest Lawson (* 22. März 1873 in Halifax, Nova Scotia, Kanada; † 18. Dezember 1939 in Miami, Florida, USA) war ein kanadisch-amerikanischer Maler, Mitglied der 1908 in den USA aus Protest gegen die konservative Ausstellungspolitik der National Academy of Design gegründeten Künstlergruppe The Eight und später ein Vertreter der Ashcan School.

## Leben
Ernest Lawson kam 1888 in die Vereinigten Staaten und ließ sich in Kansas City nieder. 1891 zog er nach New York City und schrieb sich an der Art Students League ein, wo er bei John Twachtman studierte, der ihn mit dem Impressionismus vertraut machte. In den 1890er Jahren setzte er seine Studien bei Twachtman und J. Alden Weir an deren Sommerkunstschule in Cos Cob, Connecticut, fort. 1893 reiste Ernest Lawson nach Frankreich und studierte an der Académie Julian bei Jean-Joseph Benjamin-Constant und Jean-Paul Laurens. Dort lernt er den englischen Impressionisten Alfred Sisley kennen. 1894 stellt er zwei Bilder im Salon aus. Nach seiner Rückkehr in die USA heiratete er seine frühere Kunstlehrerin Ella Holman.

## Werk
Ernest Lawson war hauptsächlich Landschaftsmaler, malte aber auch einige realistische Stadtszenen. Sein Malstil war stark von John Henry Twachtman, J. Alden Weir und Alfred Sisley beeinflusst. Obwohl er als kanadisch-amerikanischer Impressionist gilt, bewegt sich sein Stil zwischen Impressionismus und Realismus. Seine Werke zeichnen sich durch eine dichte Textur und kräftige Farben aus und zeigen häufig Stadtlandschaften und Flussansichten.